# Big Band Remote
Big Band Remote (oder auch Dance Band Remote, übersetzt etwa: Bigband-Übertragungen) waren eine Form der Radio-Übertragung in den USA der 1930er und 1940er Jahre, die von Küste zu Küste die Mitschnitte bedeutender Jazz-, Tanz- und Big Bands sendete. 

## Geschichte
Erstmals im Februar 1923 erfolgte eine Übertragung des Waldorf-Astoria Orchestras unter der Leitung von Joseph Knecht. Ende März 1924 trat das Oriole Orchestra von Dan Russo und Ted Fiorito in Chicagos Edgewater Beach Hotel, als ihr Auftritt live übertragen wurde. Zwei Jahre später, im Juli 1926, eröffneten sie den legendäre Aragon Ballroom; dieser und auch ihr Auftritt im Trianon Ballroom wurden landesweit übertragen. 
Im Jahr 1929, als für Rudy Vallées Orchester in  Manhattans Heigh-Ho Club Will Osbornes Tanzband einsprang, erlangten diese durch die Radiosendung aus dem Heihj-Ho eine landesweite Beachtung. 1930 hatte Ben Bernie seine wöchentlichen Sendungen aus Midtown Manhattans Roosevelt Hotel. Im November 1937 wurde der Auftritt des Glenn Miller Orchesters von der NBC aus dem Bostoner Raymor Ballroom übertragen. 
Die Radio-Übertragungen wurden in der Regel von den großen Radiostationen direkt aus den großen Hotels, Ballsälen, Restaurants und Clubs gesendet. Während des Zweiten Weltkriegs wurden auch die Auftritte aus Militärbasen und defense plants übertragen. 
Die Band remotes kamen vorwiegend aus Großstädten wie Boston, Los Angeles, New York, Philadelphia, San Francisco und Chicago. So wurden aus Chicago die Bands von Count Basie, Frankie Carle, Duke Ellington, Jan Garber, Jerry Gray, Woody Herman, Earl Hines, Eddy Howard (aus dem Aragon Ballroom), von Dick Jurgens, Kay Kyser (aus dem Blackhawk Restaurant), das Coon-Sanders Original Nighthawk Orchestra (aus dem Blackhawk), Ted Weems, Shep Fields (aus dem Palmer House) und von Griff Williams übertragen.
Üblicherweise wurden die Sendungen von einem Zwei-Mann-Team aus Ansager und Toningenieur durchgeführt; der Ansager eröffnete die Übertragung mit der einführenden Musik wie folgt:
Coming to you from Frank Dailey’s Meadowbrook on Route 23, just off the Pompton Turnpike in Cedar Grove (New Jersey), we present the music of Charlie Barnet and His Orchestra.
For your dancing pleasure, Columbia brings you the music of Count Basie and his orchestra, coming to you from the Famous Door on Fifty-Second Street in New York City.
Artie Shaws Orchester war in zahlreichen Big Band remotes-Sendungen zu hören, wie aus dem Rose Room des Bostoner  Ritz Carlton Hotels. Shaw hatte regelmäßige Sendungen, die aus dem Blue Room des New Yorker Hotel Lincoln übertragen wurden. Seine von der Zigarettenmarke Old Gold gesponserten CBS-Sendungen liefen vom November 1938 bis November 1939. Bevor er Chef des Labels Sun Records wurde, übertrug Sam Phillips Big band remotes des Chuck Foster Orchestra und anderer Tanzbands aus dem Skyway Ballroom im Peabody Hotel in Memphis.
Noch in den 1950er Jahren setzte sich die Tradition von Sendungen aus Jazzclubs wie der NBC-Reihe Monitor fort, in der Al Hibbler und andere auftraten.

## Bands und Übertragungsorte derBig Band remotesin den 1930er und 1940er Jahren
- Desi Arnaz
- Gus Arnheim
- Charlie Barnet (Brown Hotel in Denver)
- Coon-Sanders Original Nighthawk Orchestra (Blackhawk Restaurant, Chicago),
- Count Basie (Kansas Citys Reno Club, Famous Door in New York und der Palomar Ballroom in Los Angeles)
- Bunny Berigan
- Cab Calloway (Savoy Ballroom)
- Bob Chester
- Larry Clinton
- Francis Craig (Belle Meade Country Club in Nashville)
- Bob Crosby
- Tommy Dorsey (Glen Island Casino)
- Roy Eldridge
- Duke Ellington (London Palladium, England)
- Skinnay Ennis (Statler Hilton Hotel in Los Angeles)
- Shep Fields (Biltmore Hotel in Los Angeles und das Palmer House in Chicago)
- Ella Fitzgerald and Her Orchestra (Roseland Ballroom, NBC, Februar 1949)
- Jan Garber (Blue Room des Hotel Roosevelt in New Orleans)
- Benny Goodman (Hotel New Yorker)
- Glen Gray
- Phil Harris (Royal Hawaiian Hotel in Honolulu)
- Harry James (Hollywood Palladium)
- Stan Kenton
- Andy Kirk
- Gene Krupa (The Roof of the Hotel Astor in Manhattan)
- Kay Kyser (Blackhawk Restaurant)
- Freddy Martin (Coconut Grove in Los Angeles)
- Ray McKinley
- Glenn Miller (Cafe Rouge im New Yorker Pennsylvania Hotel und Bostoner Raymor Ballroom)
- Ozzie Nelson (New Yorker Lexington Hotel)
- Will Osborne (Heigh-Ho Club in New York)
- Tony Pastor (Century Room des Hotel Adolphus in Dallas)
- Jan Savitt
- Barney Rapp mit Bandvokalistin Doris Day (aus Rapps eigenem Club, dem The Sign of the Drum, in Cincinnati)
- Bobby Sherwood (Camp Atterbury, Indiana),
- Jack Teagarden
- Orrin Tucker (Elitch's Gardens in Denver)
- Chick Webb.[5]